# Xerotyphlops wilsoni
Espèce
Synonymes
- Typhlops wilsoni Wall, 1908

Statut de conservation UICN

 DD  : Données insuffisantes
Xerotyphlops wilsoni est une espèce de serpents de la famille des Typhlopidae.

## Répartition
Cette espèce est endémique du Sud-Ouest de l'Iran.

## Description
L'holotype de Xerotyphlops wilsoni mesure 34 cm et dont le diamètre au milieu du corps est d'environ 0,9 cm. Cette espèce a le corps uniformément brun sale.

## Étymologie
Cette espèce est nommée en l'honneur d'Arnold Talbot Wilson (1884-1940).

## Publication originale
- Wall, 1908 : Notes on a collection of snakes from Persia. Journal of the Bombay Natural History Society, vol. 18, p. 795-805 (texte intégral).